# Doug Anakin
Doug Anakin, született Douglas Thomas Anakin (Clatham, Ontario, 1930. november 6. – 2020. április 25.) olimpiai bajnok kanadai bobversenyző.

## Pályafutása
Az 1964-es innsbrucki téli olimpián férfi négyes bobban aranyérmes lett társaival az osztrák és olasz csapat előtt. Társai: Vic Emery, Peter Kirby és John Emery voltak.

## Sikerei, díjai
- Olimpiai játékok – férfi négyes
  - aranyérmes: 1964, Innsbruck